# Hadiach
Hadiach (tiếng Ukraina: Гадяч) là một thành phố của Ukraina. Thành phố này thuộc tỉnh Poltava. Thành phố này có diện tích ? km², dân số theo điều tra dân số năm 2001 là 22.698 người.

## Khí hậu
| Dữ liệu khí hậu của Hadiach (1981–2010)  | Dữ liệu khí hậu của Hadiach (1981–2010) | Dữ liệu khí hậu của Hadiach (1981–2010) | Dữ liệu khí hậu của Hadiach (1981–2010) | Dữ liệu khí hậu của Hadiach (1981–2010) | Dữ liệu khí hậu của Hadiach (1981–2010) | Dữ liệu khí hậu của Hadiach (1981–2010) | Dữ liệu khí hậu của Hadiach (1981–2010) | Dữ liệu khí hậu của Hadiach (1981–2010) | Dữ liệu khí hậu của Hadiach (1981–2010) | Dữ liệu khí hậu của Hadiach (1981–2010) | Dữ liệu khí hậu của Hadiach (1981–2010) | Dữ liệu khí hậu của Hadiach (1981–2010) | Dữ liệu khí hậu của Hadiach (1981–2010) |
| Tháng                                    | 1                                       | 2                                       | 3                                       | 4                                       | 5                                       | 6                                       | 7                                       | 8                                       | 9                                       | 10                                      | 11                                      | 12                                      | Năm                                     |
| ---------------------------------------- | --------------------------------------- | --------------------------------------- | --------------------------------------- | --------------------------------------- | --------------------------------------- | --------------------------------------- | --------------------------------------- | --------------------------------------- | --------------------------------------- | --------------------------------------- | --------------------------------------- | --------------------------------------- | --------------------------------------- |
| Trung bình ngày tối đa °C (°F)           | −2.1 (28.2)                             | −1.2 (29.8)                             | 4.8 (40.6)                              | 14.3 (57.7)                             | 21.3 (70.3)                             | 24.4 (75.9)                             | 26.4 (79.5)                             | 25.8 (78.4)                             | 19.4 (66.9)                             | 12.2 (54.0)                             | 3.8 (38.8)                              | −0.8 (30.6)                             | 12.4 (54.3)                             |
| Trung bình ngày °C (°F)                  | −4.7 (23.5)                             | −4.4 (24.1)                             | 0.8 (33.4)                              | 9.0 (48.2)                              | 15.2 (59.4)                             | 18.6 (65.5)                             | 20.4 (68.7)                             | 19.4 (66.9)                             | 13.7 (56.7)                             | 7.6 (45.7)                              | 0.9 (33.6)                              | −3.5 (25.7)                             | 7.8 (46.0)                              |
| Tối thiểu trung bình ngày °C (°F)        | −7.2 (19.0)                             | −7.4 (18.7)                             | −2.5 (27.5)                             | 4.4 (39.9)                              | 9.6 (49.3)                              | 13.4 (56.1)                             | 15.1 (59.2)                             | 13.9 (57.0)                             | 9.0 (48.2)                              | 3.9 (39.0)                              | −1.5 (29.3)                             | −5.9 (21.4)                             | 3.7 (38.7)                              |
| Lượng Giáng thủy trung bình mm (inches)  | 42.4 (1.67)                             | 41.3 (1.63)                             | 42.3 (1.67)                             | 42.0 (1.65)                             | 48.6 (1.91)                             | 75.5 (2.97)                             | 70.9 (2.79)                             | 46.9 (1.85)                             | 55.2 (2.17)                             | 51.2 (2.02)                             | 46.6 (1.83)                             | 44.3 (1.74)                             | 607.2 (23.91)                           |
| Số ngày giáng thủy trung bình (≥ 1.0 mm) | 9.1                                     | 9.2                                     | 7.8                                     | 7.3                                     | 8.0                                     | 9.3                                     | 8.9                                     | 5.8                                     | 7.1                                     | 7.4                                     | 7.8                                     | 9.4                                     | 97.1                                    |
| Độ ẩm tương đối trung bình (%)           | 85.2                                    | 82.2                                    | 77.3                                    | 66.7                                    | 63.3                                    | 68.9                                    | 70.4                                    | 69.0                                    | 74.9                                    | 80.0                                    | 86.3                                    | 86.6                                    | 75.9                                    |
| Nguồn: Tổ chức Khí tượng Thế giới        |                                         |                                         |                                         |                                         |                                         |                                         |                                         |                                         |                                         |                                         |                                         |                                         |                                         |